# Agylla remelana
Agylla remelana är en fjärilsart som beskrevs av Moore 1865. Agylla remelana ingår i släktet Agylla och familjen björnspinnare. Inga underarter finns listade i Catalogue of Life.